# Chenal Lemaire
Pour les articles homonymes, voir chenal et Lemaire.

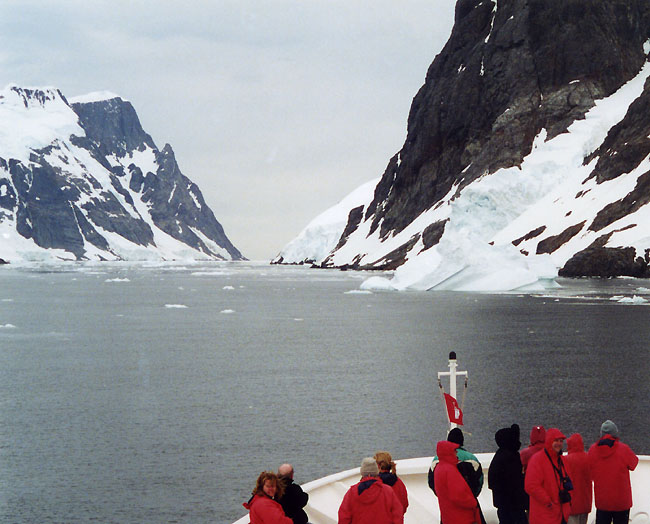
À l'entrée nord du chenal Lemaire, direction du Sud, depuis le pont du Hanseatic.

Le chenal Lemaire est un détroit de l'Antarctique, situé entre la côte ouest de la Terre de Graham (péninsule Antarctique) et l'île Booth. Le chenal mesure 11 km de long et 1 600 mètres de large à son point le plus étroit.
Il fut aperçu la première fois par l'expédition allemande de 1873-74 menée par Eduard Dallmann, mais ne fut franchi qu'en décembre 1898, quand le navire la Belgica de l'expédition d'Adrien de Gerlache de Gomery le traversa. De Gerlache le nomma du nom de Charles François Alexandre Lemaire (1863-1925), un explorateur belge du Congo.

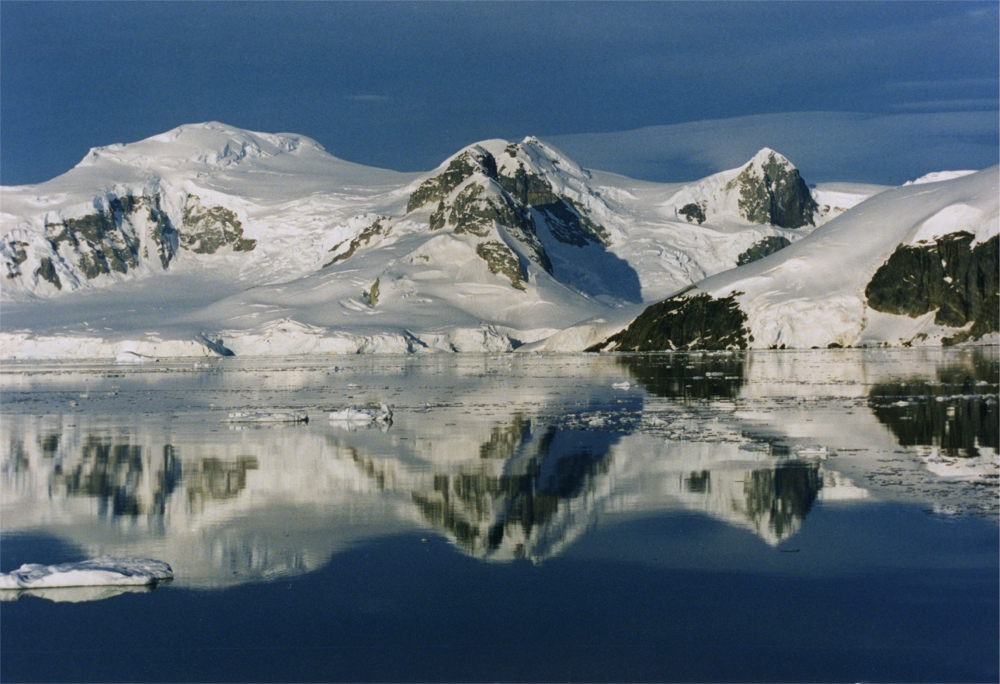
Glaciers et falaises se reflètent dans les eaux du chenal.

Surnommé  par certains le "passage Kodak" ou "Kodak Channel", c'est l'un des lieux les plus visités par les croisières antarctiques. Non seulement à cause du panorama, des falaises abruptes qui plongent dans un passage encombré d'icebergs, mais aussi par ces eaux protégées qui sont comme celles d'un lac, ce qui est rare dans les mers agitées de l'océan Austral. La traversée nord-sud permet aux bateaux de débarquer leur passagers près de l'île Petermann. La principale difficulté est que les icebergs peuvent obstruer le passage, spécialement au début de la saison estivale, obligeant les navires à rebrousser chemin et de contourner l'île Booth pour atteindre l'île Petermann.

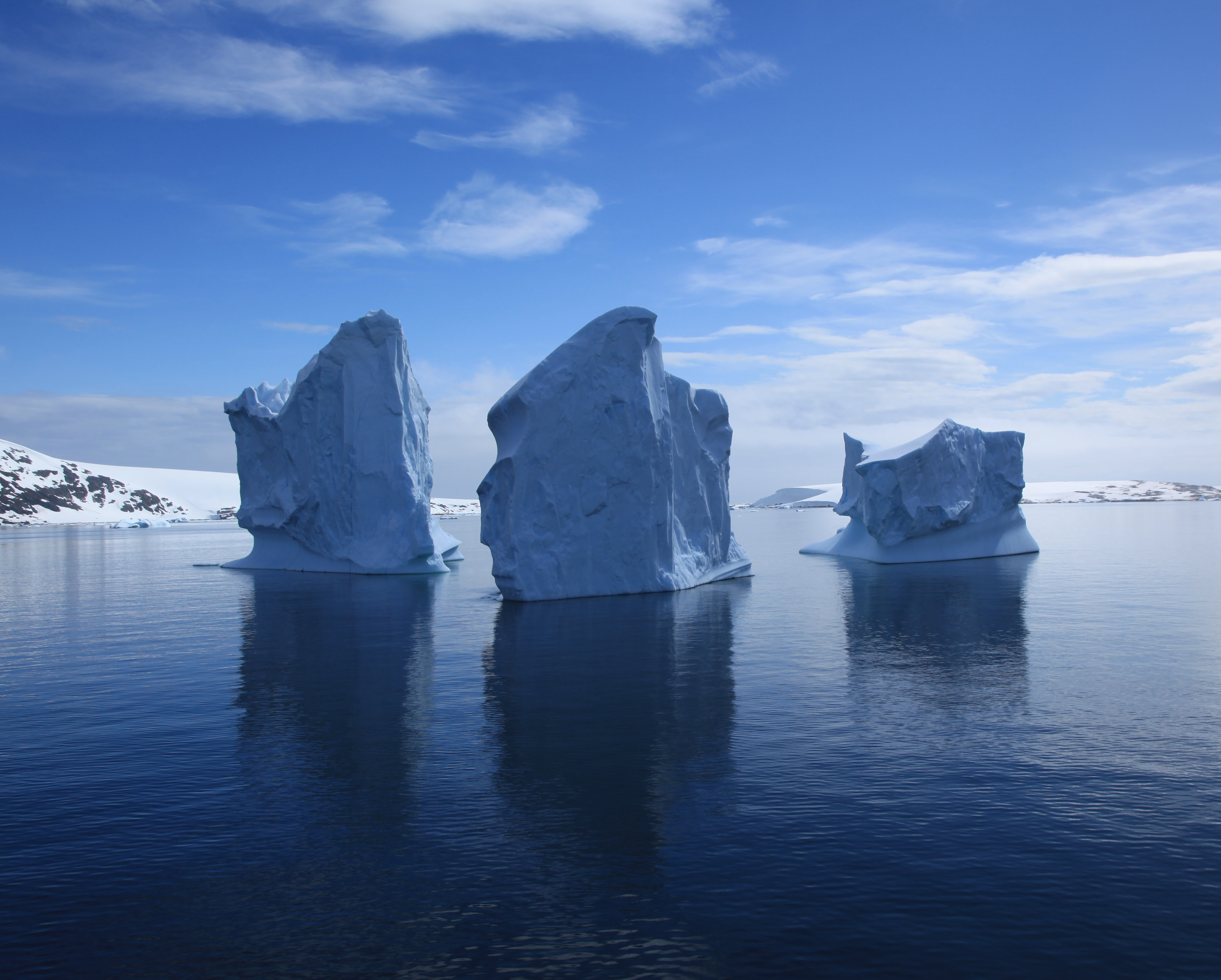
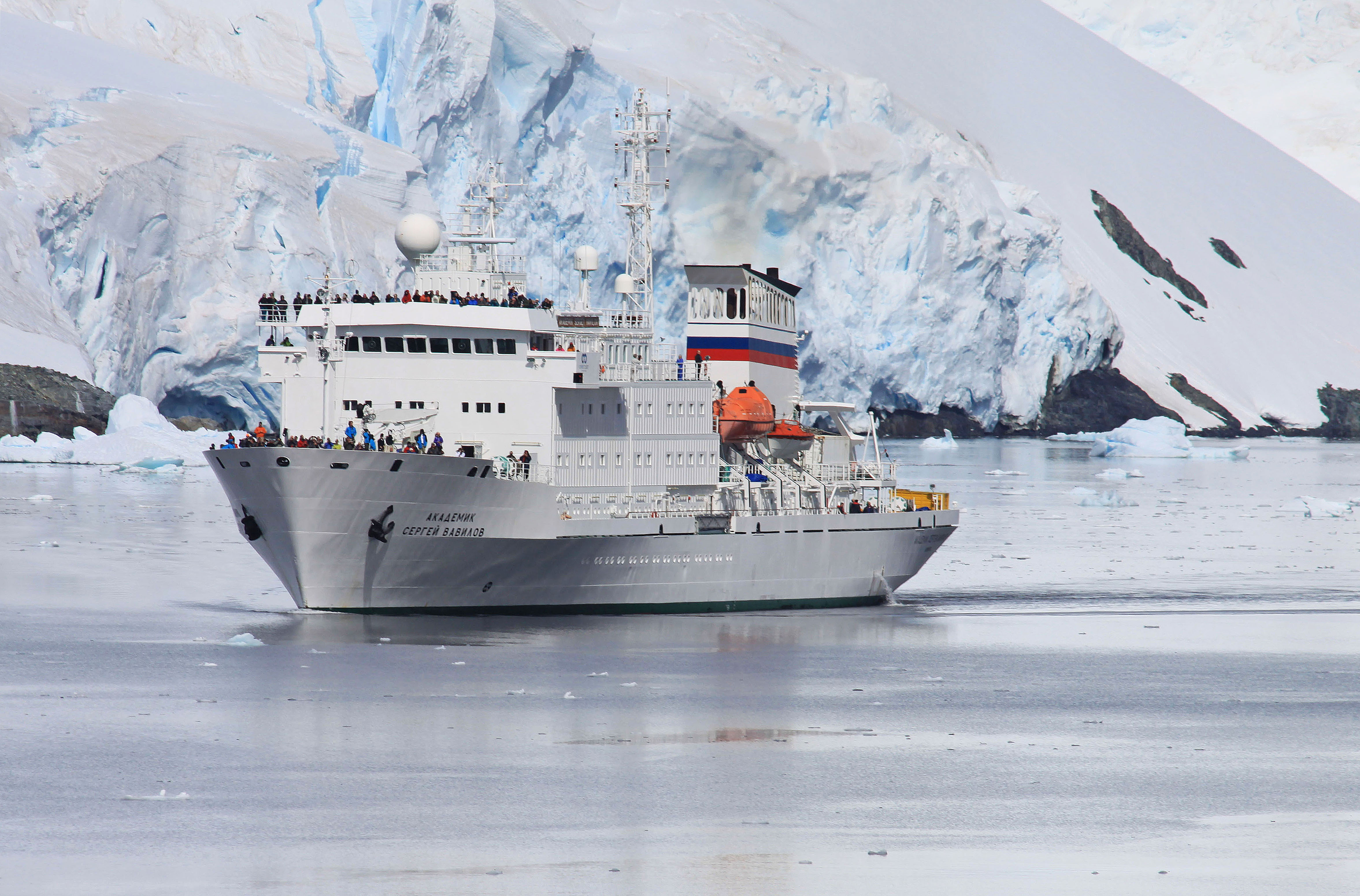
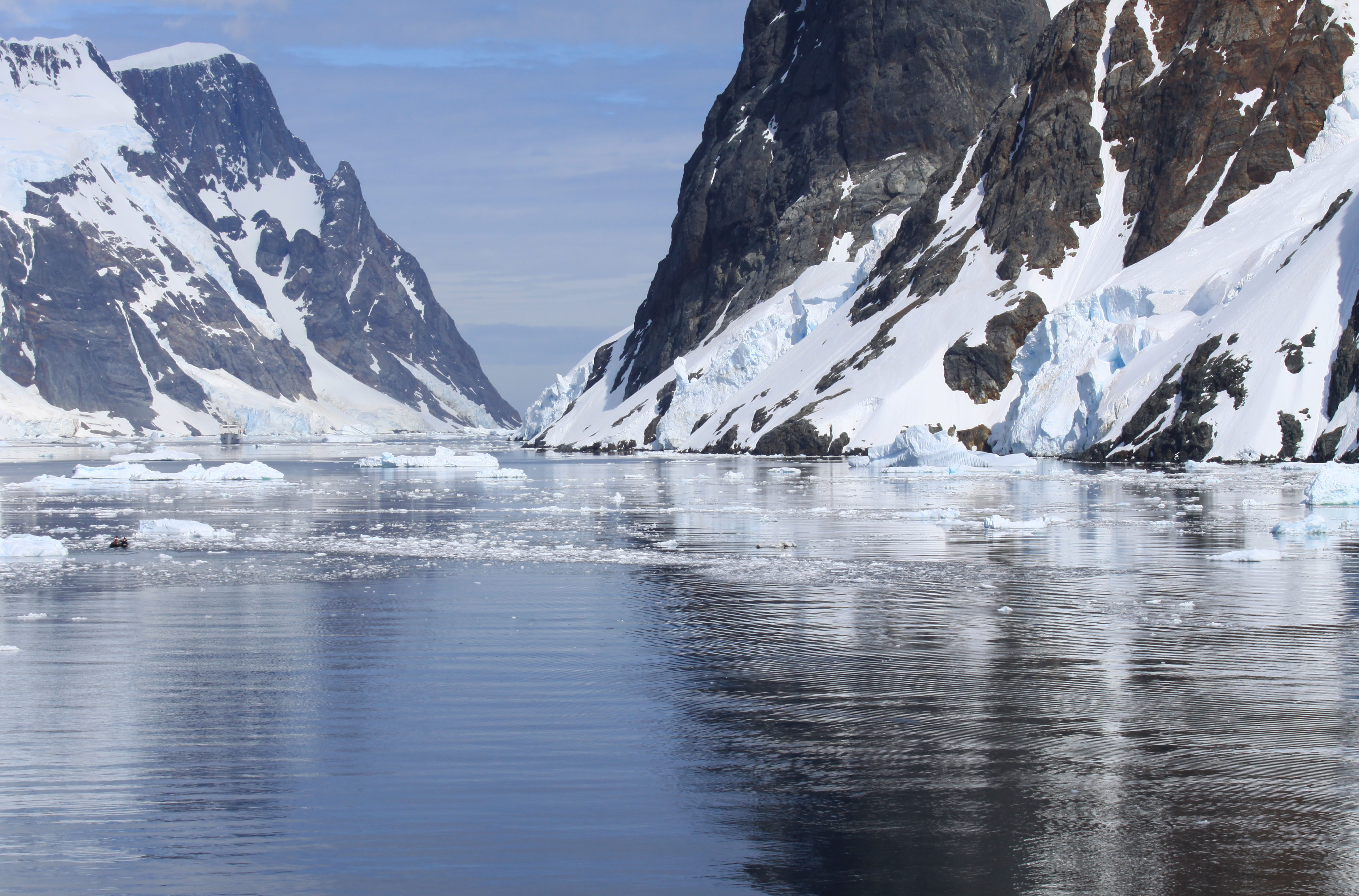
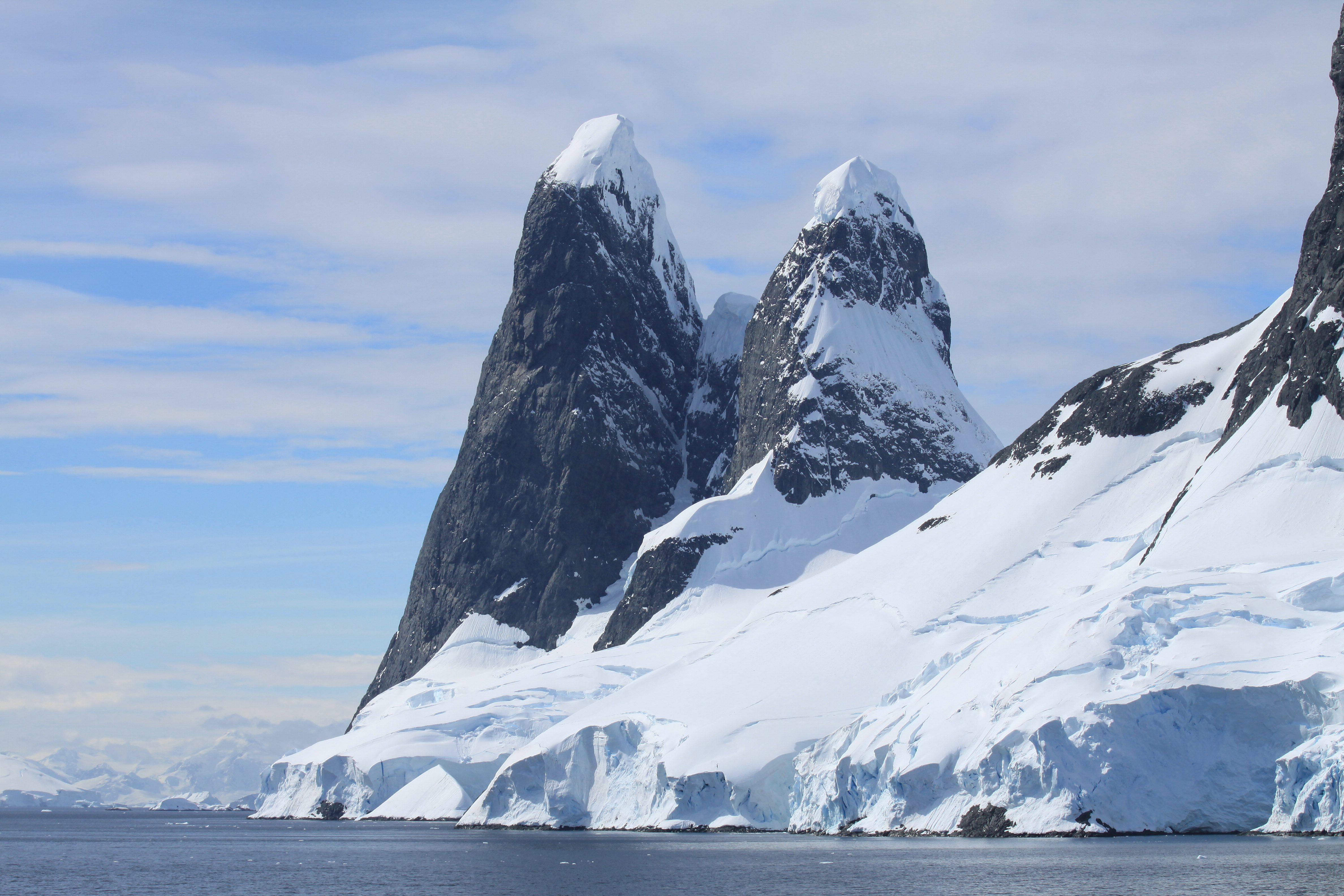